# Нафтоперепомпувальна станція
Нафтоперекачувальна станція головна (рос. нефтеперекачивающая станция главная; англ. main (base) oil-transfer station, нім. zentrale Erdölpumpstation f) — комплекс устаткування, розташований на початку магістрального нафтопроводу чи його окремої експлуатаційної ділянки і призначений для накопичення і перепомповування по трубопроводу нафти і нафтопродуктів.